# 民謡で今日拝なびら
『民謡で今日拝なびら』（みんようで ちゅう うがなびら）は、琉球放送（RBCiラジオ）で月曜 - 金曜の16:00 - 17:00に放送される沖縄民謡のリクエスト番組である。なお、当項では当番組からの提唱で実現した毎年3月4日の特別番組『ゆかる日 まさる日 さんしんの日』（ゆかるひ まさるひ さんしんのひ）についても述べる。

## 概要

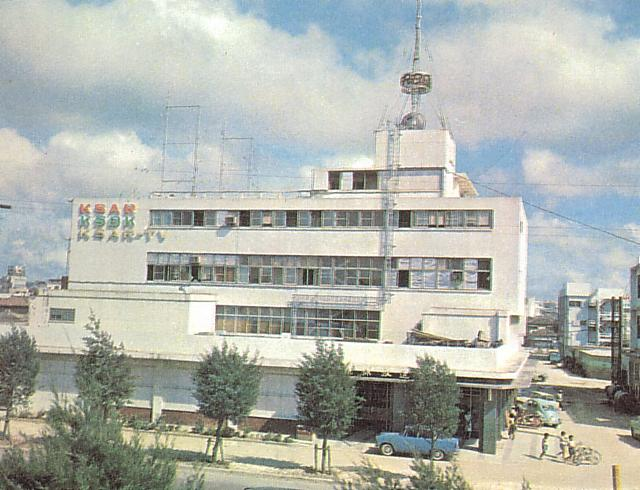
初期に生放送を行っていた琉球放送旧社屋（1964年8月の写真）

放送開始は1963年2月4日。ラジオ編成課長（後にシナリオライター）の外間朝貴の発案で番組化。開始当初は『お国言葉で今日拝なびら』だった。タイトルの「今日拝なびら」とは、元々首里方言としてその士族などで主に挨拶として使われた程度で、首里の庶民や首里以外の全琉（本島北部や先島など）では琉球方言としては浸透していなかったが、番組の開始と同時にその言葉が全琉に行き渡り、日常の方言として現在も使われている。
開始当初から一貫して生放送であり、また当初からウチナーグチで語られていた。番組初期はコントと民謡リクエストを中心とした内容で、放送時間も月曜から土曜の13:40 - 14:00だったが、1967年には現在のタイトルになり放送時間を拡大、純粋な民謡リクエスト番組となると同時に、番組立ち上げより裏方で関わってきた上原直彦をMCに起用、2023年9月の勇退（後述）までプロデューサーを兼務。その後1970年代になってから、土曜版の放送を終了し月曜から金曜の16:00 - 17:30となる。
1983年より「全国こども電話相談室」の時間移動などで、放送時間が平日15:00 - 16:00へ短縮。同時に上原と北島角子と八木政男以外の出演者が降板。北島が月・水・金曜（のちに金曜のみゲストデーになり、外れた）、八木は火・木曜、メインの進行に週を通して上原が抜擢された。
2006年12月には放送45年を記念して沖縄各地から公開生放送を行った。
2011年4月4日より、ラジオNIKKEI第1放送で時差ネットが開始された。（月 - 金：19:00 - 19:54、RBCから約3時間遅れ）。
2012年には放送50年を記念し、2月23日に沖縄市で公演を行い、4月28日には東京・日経ホールでの公開録音が行われた。
2014年4月の改編において、16:00からに移動した。同時にニュースコーナーが廃止されている。また金曜にパートナーが復活。ラジオパーソナリティの島袋千恵美が抜擢された。
番組第1回からMCを担当した北島が、体調不良を理由に2016年4月から番組を欠席、後に本人の申し出により6月末で番組を降板。降板当日には、番組の終盤に北島自らが収録したお別れメッセージがオンエアされ降板の旨を伝えた。翌7月からは琉球舞踊家で女優でもある座喜味米子が月曜を担当。また、金曜のみの担当だった島袋が水曜も担当することとなった。なお、北島は2017年4月9日に85歳で死去した。
2016年10月の改編において、ラジオNIKKEI第1放送での放送は廃止された。
2020年3月17日、北島と並んで番組開始当初から担当した八木が3月31日の放送をもって番組を卒業することが放送内で発表された。そして、3月31日当日、上原の代役でその翌々日（4月2日）から正式に八木の後任を務める前川守賢とともに通常通り出演。2020年1月から病気療養中で番組を休んでいた上原も番組中盤からスタジオにサプライズ出演し、57年間の出演に最後の花道を添えた。なお、八木が出演する収録番組「多良川おもしろ文化講座」は卒業後も引き続き担当する。また、これまで上原の代役として務めたよなは徹と仲宗根創が4月1日から正式メンバーに加わり、療養中の上原は木曜前半に電話での出演のみとなった。
2023年2月4日に放送開始60年を迎えたが、当日はレギュラー放送のない土曜日のため、18:00に放送の単発特別番組枠『RBCiラジオスペシャル』で記念特番を放送（ただし、収録で放送）。狩俣倫太郎アナウンサーの進行で番組OBの八木とレギュラーの島袋・前川をゲストとして迎え、過去に放送した音源を交えながら60年の歴史を振り返ったと同時に、特番放送内で放送60周年記念公開収録・有料配信イベントを4月29日に浦添市の国立劇場おきなわで『放送60年 民謡で今日拝なびら おかげさまコンサート』と題して行われることが発表された。コンサート当日、島袋・狩俣の司会のもと、過去を含めた新旧の番組出演陣が民謡や舞踊などを披露した。しかし、出演を予定していた上原は高齢かつ体調不良を考慮して出演を見合わせたが、コンサート開催のメッセージ音声が会場内に流され、番組への感謝の辞を述べられた。この模様は2023年5月末までRBC Live STOREで有料配信したほか、ラジオでも5月22日21:00 - 23:00の特別番組で放送された。
番組開始初期から北島や八木とともに当番組を長年支え続け、1967年の現番組名からMCを56年間勤めてきた上原だったが、2023年1月に入ってから自身の体調不良の悪化により番組休演が続いた。そして、病気療養中の最中である9月14日の放送内で、9月29日の放送分を以って番組を卒業することを発表した。最終出演となる29日には、上原自らのコメントが発表され、番組への感謝の辞を述べられた。

## 番組内容
基本的に、「民謡リクエスト番組」である。昔ながらの「葉書によるリクエスト」により構成されている。匿名での投稿ならびにペンネーム・ラジオネーム・ハンドルネーム（例外あり、後述）の使用を禁止しており、電話・ファクシミリ・電子メール（自局サイトのメールフォームを含む）でのおたよりおよびリクエストは受け付けていない。加えて、番組専用のSNSアカウント（後述のYouTubeを除く）を保有していない。電話・ファクシミリ・電子メール・SNSについては今後も基本的に導入しない方針である。また、葉書紹介時には市町村名、字名まで紹介される。なお、RBCiラジオの番組共通企画『まるごと1日○○スペシャル』や当番組の特番が行われる際にも、基本的に葉書での投稿を呼びかけている。その際、企画および特番開催最短2日前まで各ワイド番組内のお知らせで当番組の宛先を紹介している。だが、最近では番組で普段取り扱わないメールでのメッセージやXへのポスト（投稿）も、一部『まるごと1日』のテーマメッセージに限り取り扱うこともある。その際、番組専用のアドレスを保有してないため、RBCiラジオ共通のアドレスを利用して募っている。この場合も、番組の方針でリクエストの取り扱いならびに匿名・ラジオネーム・ハンドルネームの使用を禁止している。また、Xでのポストの扱いも同様となるが、投稿者名の登録上例外的にハンドルネームで紹介している。
リクエストの紹介は沖縄方言で進行するが、ラジオNIKKEIやradikoプレミアムのエリアフリーで聴取ならびにYouTube Live配信（後述）で視聴している沖縄県外のリスナーからのおたより、重要なお知らせ、2014年3月までの金曜日の「いちゃりば兄弟（ちょーでー）」などでは標準語で進行する場合もある。
2020年4月からは、前川の提案で、番組内で三線を使った生演奏を1～2曲行っている。「琉歌百景」コーナーでは、コーナー終盤に、その日に紹介した琉歌に因んだ生演奏を行うほか、番組内で時々リスナーからのリクエストによる演奏に応じることもある。
2020年3月30日からスタジオをこれまでのブルースカイスタジオからiスタジオに移動。これにより、ライブ配信の環境も整うようになり、2020年8月24日からは、YouTubeによる番組ライブ配信を始めた。配信開始に伴い、スタジオの様子を観ることができる。ただし、三線の生演奏以外は著作権の絡みで音楽を流すことはできない。また、YouTubeのライブ配信にはチャット機能があり、当番組の配信でもチャットを導入しているが、このチャットのみシステムの関係上例外としてハンドルネームをそのまま読み上げている（ただし、番組としては強制でないが本名での参加を推奨している）。なお、チャットに参加する場合は、GoogleもしくはYouTubeの登録アカウントでログインする必要があるが、チャンネル登録なしでも参加が可能である。

## 出演者
2023年10月現在
- 前川守賢（火・木、2020年4月 -  【2023年6月までは月も担当】）
- 島袋千恵美（水・木・金、2014年4月 - ）
- 座喜味米子（月、2016年7月 - ）
- よなは徹（火・金、2020年4月 - ）
- 仲宗根創（月・水、2020年4月 - 【月は2023年7月から担当】 ）

上原休養時の代役
- 伊波大志
- 島袋千恵美
- 比嘉京子
- 狩俣倫太郎
- 前川守賢
- よなは徹
- 仲宗根創

過去
- 大宜見小太郎、親泊元清、佐川昌夫、高安六郎、高安勝男、中山幸四郎、島正太郎、三津田明、北村三郎、森田豊一、吉田妙子、伊良波冴子、多嘉良和枝、金城洋子、末吉りえ（イレギュラー）
- 北島角子（2016年6月で降板、降板前の担当は月・水、翌2017年4月9日死去）
- 八木政男（2020年3月で勇退、勇退前の担当曜日は火・木）
- 上原直彦（2023年9月で勇退、勇退前の担当は月曜 - 金曜【自宅療養中の2020年以降は、木曜日「直さんの話半学（はなしはんがく）」コーナーのみ電話出演だった。しかし、勇退直前はお休みが多かった】）

## 備考
リスナープレゼント
2007年前半までは、リクエストの葉書が読まれるたびに、投稿者の名前とともに「○○○枚目」と紹介していた。
100枚ごとにプレゼントを用意しており、その番号（いわゆるキリバン）に相当する葉書の紹介時には、ファンファーレを鳴らして紹介していた。
その後しばらくはキリ番プレゼントは休止、2008年5月下旬には「今年に入って1000枚目」という名目でプレゼントが復活した。2014年4月現在、聴取者プレゼントは用意されていない。
再放送
2006年10月から2008年2月まで、一部再構成の上、同日の深夜に再放送されていた。
2009年10月の番組改編に伴う再放送（23:00 - 24:00）では一部方法が異なり、提供クレジットは削除するものの、CM枠はACジャパンや自社関連のCMに差し替える形で利用し、小林真樹子による再放送である旨の告知も追加された。
2010年4月5日からの番組改編で、再放送時間が24:00 - 25:00に変更され、再放送の告知も大城蘭に変更された。再放送は2011年秋の番組改編に伴い、9月30日（実際は10月1日）放送分で再び放送休止となっている。

## ゆかる日 まさる日 さんしんの日
『ゆかる日 まさる日 さんしんの日』（ゆかるひ まさるひ さんしんのひ）は、RBCiラジオで、毎年3月4日のさんしんの日に合わせて、基本的に11:45から21:00まで長時間に渡って生放送している特別番組である。
当時『今日拝なびら』放送開始30年に当たった1993年1月にRBCと上原が共同で『さんしんの日』を提唱したのが始まりである。番組タイトルである「ゆかる日」とは「佳かる日」から縁起のいい日・めでたい日を、「まさる日」とは勝る日をそれぞれ意味し、3月4日の語呂合わせである「さんしんの日」と掛け合わせて重ね言葉として番組名とした。
1993年3月4日に記念すべき第1回をパレットくもじ大ホール（現：パレット市民劇場）をメイン会場として生放送された。当時の放送時間は14:50 - 22:00だったが、翌年の第2回以降はメイン会場を読谷村文化センター（鳳ホール）に移し現在の時間帯となる。
以降、毎年3月4日に当たる日は『さんしんの日』を放送するため、その日のラジオレギュラー番組を休止・移動して組み立てることとしている。このため、当特番が生放送されるこの日が平日に当たった場合、『今日拝なびら』は当然ながら休止されるが、担当する島袋は当特番の総合司会（他に嘉大雅アナウンサーも担当、過去には上原や狩俣倫太郎アナウンサーも担当した）も担当している他、前川・よなは・仲宗根も民謡歌手として、座喜味も演舞としてそれぞれ出演している。かつて『今日拝なびら』に出演していた八木や北島も当然ながら当特番に出演していた。また、かつて『今日拝なびら』をネットしていたラジオNIKKEIでも、この日の平日は放送休止となり、当該時間はラジオNIKKEI側で「ミュージックアプリ」を放送していた。その関係で、当特番はラジオNIKKEIでは放送されない。
なお、メイン会場は基本的に前述の読谷村文化センター（鳳ホール）で行われるが、2020年に流行した新型コロナウイルスの影響を受けて、2020年からはRBCホールスタジオで放送せざるを得なくなり、2020年から2022年までは無観客で行われ、YouTube Liveで開催の模様を配信、2023年も同様に行われたが、一部時間帯で少数ながらホールスタジオに観客を動員して開催された。
2024年の放送は新たな試みとして、『MUSIC SHOWER Plus+』『具志堅ストアー』『民謡で今日拝なびら』各ワイド番組内に於いていつものレギュラーコーナーを挟みながら琉球民謡を披露するとともに、17:47からはパレット市民劇場に於いて2019年の読谷村文化センター（鳳ホール）以来5年ぶりに会場での開催が行われ生放送された。なお、パレット市民劇場での開催は第1回以来31年ぶりとなるほか、さんしんの日では初の有料入場開催となった。また、一部ながら前年同様YouTube配信（ただし、去年と違って音声のみの配信）も継続したほか、RBC Live STOREでは会場の有料配信も行われた。ただし、番組編成の都合で20:30終了となった。これに伴い、上記ワイド番組も後述の時報演奏の都合で一部時間帯の変更が行われた。
内容として、正午から20:00までの毎正時の時報に合わせて、祝い事で流れる琉球民謡の『かぎやで風（読み方は「かじゃでぃふう」）』を演奏する。2024年はワイド番組内でも実施され、11:00の時報でも『かぎやで風』を演奏した。メインステージやRBCのスタジオだけでなく県内・国内・海外から同じ曲を時報に合わせて演奏している。時報の合間には、ステージでの演奏とトーク、県内・国内・海外からの中継を交えながら琉球民謡の演奏を披露する。
9時間超の生放送ということもあり、番組の構成も曜日によって5分前後のズレはあるものの、基本的に昼の部（11:45頃 - 14:15頃）・夕方の部（14:45頃 - 17:15頃）・夜の部（17:46頃 - 21:00）の3部構成で成り立っている。また、各部の間には、時間移動した本来のレギュラー番組（箱番組）を挟む形となっており、radikoでもそのコンテンツに区分けして配信している。
この郷土芸能である琉球民謡ならびに琉球楽器である三線（さんしん）の普及促進を踏まえ、RBCが2005年1月に『さんしんの日』を3月4日に制定すると同時にその名称も商標登録したが、営利目的でない場合に限り登録後もその名称を使用しても構わないようにしている。